# Gianico
Gianico (lombardul: Giànech) település Olaszországban, Lombardia régióban, Brescia megyében. Lakosainak száma 2128 fő (2023. január 1.). Gianico Bovegno, Esine, Artogne és Darfo Boario Terme községekkel határos.

## Népesség
A település lakossága az elmúlt években az alábbi módon változott:
| Lakosok száma | 2148 | 2152 | 2128 |
|               | 2017 | 2018 | 2023 |